# Йоаким (ім'я)
Йоаки́м — християнське ім'я єврейського походження. Українська офіційна форма — Яким.
Походить від давньоєврейського імені יְהוֹיָקִים [Йехоякім] — «створений Яхве», «затверджений, поставлений Яхве».
У деяких країнах має також і жіночу форму — Йоаки́ма (пол. Joachima, Joakima).

## Відомі носії
- Святий Йоаким — батько Діви Марії, дід Ісуса Христа.
- Йоаким — цар Юдеї

### Патріархи
- Йоаким — патріарх Московський
- Йоаким V — патріарх Александрійський